# چای ترش

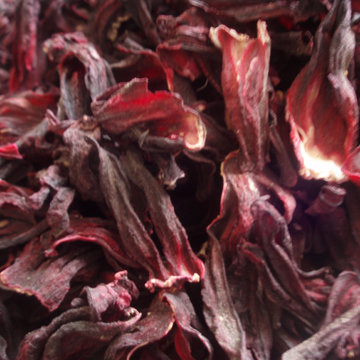
به‌صورت خشک شده

چای ترش یا چای مالمیر یا تمر مکه، تمر گجرات، چای تمر، چای سرخ (نام علمی: Hibiscus sabdariffa) یا چای روزل یا چای قرمز از کاسبرگ گیاه چای ترش تهیه می‌شود و در بسیاری از مناطق دنیا به صورت نوشیدنی گرم یا سرد مصرف دارد. در آمریکای لاتین و به ویژه در جامائیکا مصرف آن متداول است و بنام گل جامائیکا یا Sorrel، و شمال آفریقا به نام چای سودانی و در مصر به نام کرکده Karkade مشهور است. مزه آن ترش است و معمولاً با شکر نوشیده می‌شود.
این چایی همچنان ضد سرماخوردگی است و مقدار قابل ملاحظه یی ویتامین(c) را دارا بوده که برای (سرما خوردگی) مفید می باشد.

## مشخصات گیاه
گل جامائیکا (Roselle) گیاهی است یک ساله بوته‌هایی به ارتفاع ۲–۳ متر برگ‌های ۳–۵ وجهی سبز مایل به زرد گل‌های زرد با کاسبرگ‌های سبز که بعد از رسیدن میوه، کاسبرگ‌ها برنگ قرمز در می‌آید. در بعضی کشورها از الیاف ساقه‌های آن در تهیه وسائل استفاده می‌شود.
این گیاه به صورت گونه مهاجر وارد ایران و در منطقه گلمورتی (دلگان) استان سیستان و بلوچستان برای اولین بار کشت شد.در استان خوزستان هم این محصول کشت میشود و اهواز قطب کشت این محصول در کشور است . نام دیگر آن؛ چای مکی است زیرا به صورت گسترده‌ای در شبه جزیره عربستان کشت و مورد استفاده است.

## مواد مؤثر
اسیدهای اگزالیک، مالیک، سیتریک، استئاریک، تارتاریک، آسکوربیک، آراشیدیک، پروتوکاتچوئیک و اسید هیبیسکوس، آنیس آلدهید، دِلفینیدین، سیانیدین، بتاکاروتن، بتاسیتوسترول، گالاکتوز، گاسیپتین، پکتین و کوئرستین.

## حد مجاز مصرف
در صورت مصرف گل خشک، ۱۰ گرم دم کرده در روز و در صورت مصرف عصاره، ۱۰۰ میلی‌گرم عصارهٔ جوانه در روز.

## کاربرد در طب قدیم
در طب سنتی از چای ترش برای (درمان فشارخون بالا، بیماری‌های کبد و تب و..) استفاده می‌شد. در طب سنتیِ آفریقا این گیاه برای درمان سرفه و گلودرد و همچنین به عنوان آنتی باکتری، مدرّ، ضد اسپاسم و از بین برندهٔ زرداب و صفرا مصرف می‌شود. در طب سنتی تایلند چای ترش را برای درمان سنگ کلیه به کار می‌برند.

## مصرف جهانی
در اکثر نقاط آفریقا و آسیا مصرف دارد، در جامائیکا متداول است و هم به عنوان چای و هم به صورت نوشابه سرد فروخته می‌شود. در کشور پاناما بنام saril که از کلمه Sorrel جامائیکایی گرفته شده به صورت نوشابه با یا بدون اضافه کردن الکل در ایام کریسمس و عید نو چینی‌ها مصرف دارد.
در ایالات متحده آمریکا نیز به صورت چای مصرف می‌شود و از طریق اهالی مکزیک آورده شده و به‌خصوص در کالیفرنیا فراوان است. در کلیه کشورهای شمال آفریقا به صورت روزانه و در چایخانه‌های کنار خیابان یا سیار عرضه می‌گردد.
در اکثر کشورهای آسیائی مثل چین تایلند هند مالزی و خاورمیانه چای ترش مصرف دارد.

## خواص داروئی
ترشی آن به خاطر وجود اسید سیتریک و ویتامین ث می‌باشد ونیز دارای آنتی اکسیدان‌های ضد چربی خون است. عقیده بر اینست که وجود مقادیر زیاد آنتوسیانین Anthocyanins در کاسبرگ‌های گیاه نقش مهمی در کاهش فشارخون و خواص ضد سرطانی آن دارد. تحقیقات زیادی در ارتباط با مؤثر بودن آن در کاهش فشارخون محیطی و ادرار آوری آن انجام شده‌است
بعضی از بررسی‌های علمی نیز در ایران انجام شده و مؤثر بودن آن در کاهش فشارخون بیماران دیابتی را نشان داده ‌است.
از طرف دیگر در بعضی از مقاله‌های علمی این خاصیت چای زیر سؤال می‌باشد.

## روش دم کردن چای ترش

### روش اول
درست کردن چای ترش کار سختی نیست و می‌توان آن را به راحتی با موادی مانند لیمو یا عسل از نظر بهبود سلامتی قوی تر هم کرد.
مواد لازم :
- ۴ فنجان آب
- یک چهارم فنجان چای ترش
- یک تا دو قاشق عسل
- لیمو یا برگ نعنا برای طعم دهی بیشتر

#### روش دم کردن
دو فنجان آب را در یک ظرف به جوش آورید و چای خشک را در آن بریزید و سپس گاز را خاموش کنید. صبر کنید رنگ مایع قرمز تیره شود. سپس دو قاشق عسل را به آن اضافه کرده و هم بزنید. چای را در فنجان بریزید و میل کنید. این چای را می‌توانید سرد یا گرم بخورید.

### روش دوم
در این روش می‌توانید چای را به‌صورت سرد سرو کنید. در یک پارچ بزرگ آب سرد ریخته و ۱۵ الی ۲۰ گرم چای ترش را به آن اضافه کنید. ۱۲ ساعت پارچ را در یخچال بگذارید. بعد از اتمام این بازه زمانی، می‌توانید به‌وسیله شیرین‌کننده‌های مختلف یا چوب دارچین این نوشیدنی را میل کنید.

## نگارخانه

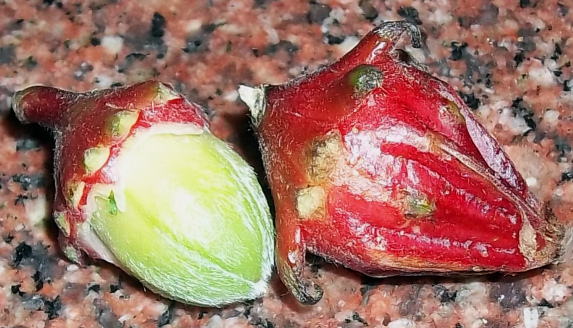
چای ترش
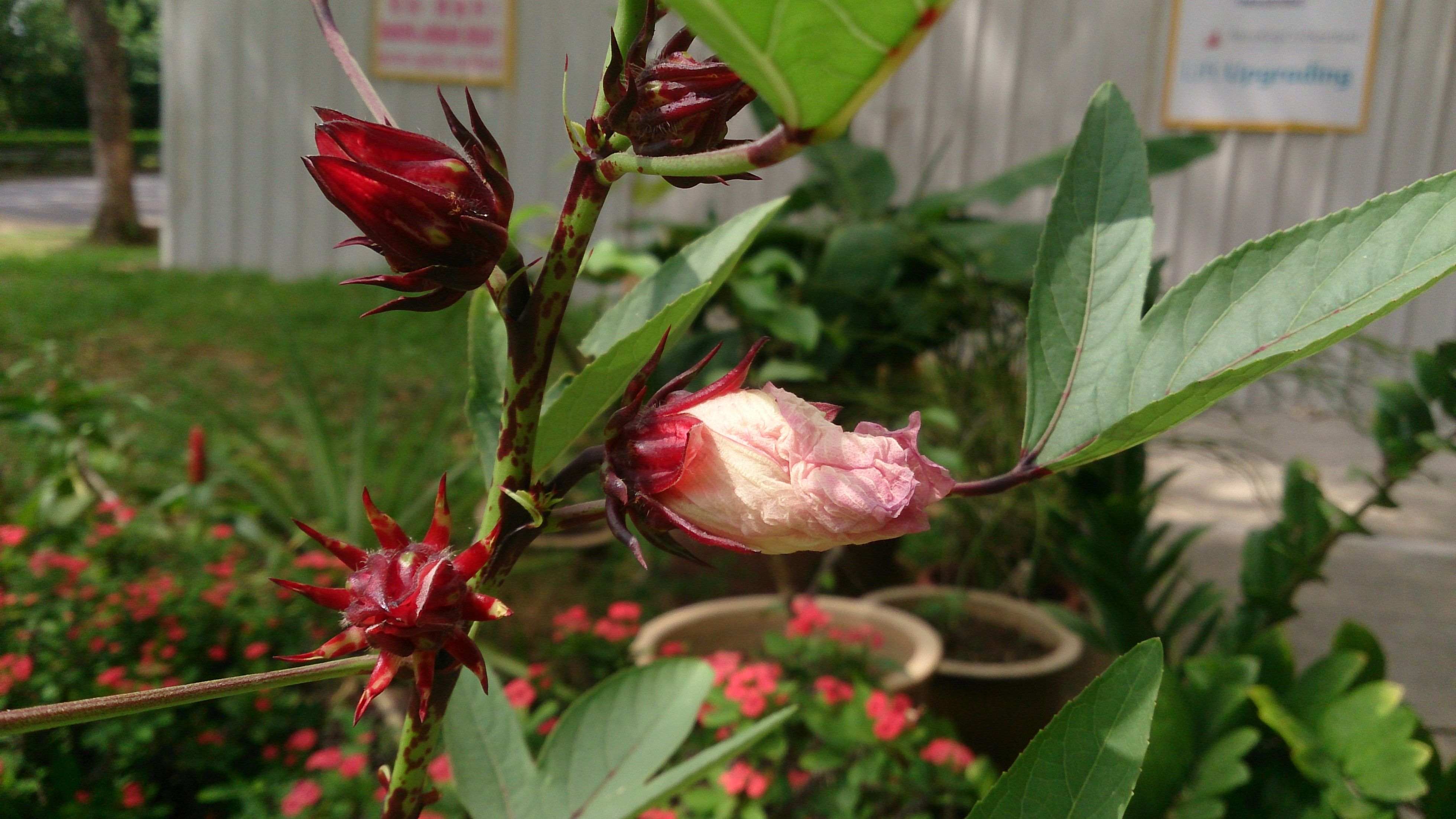
بوته چای ترش
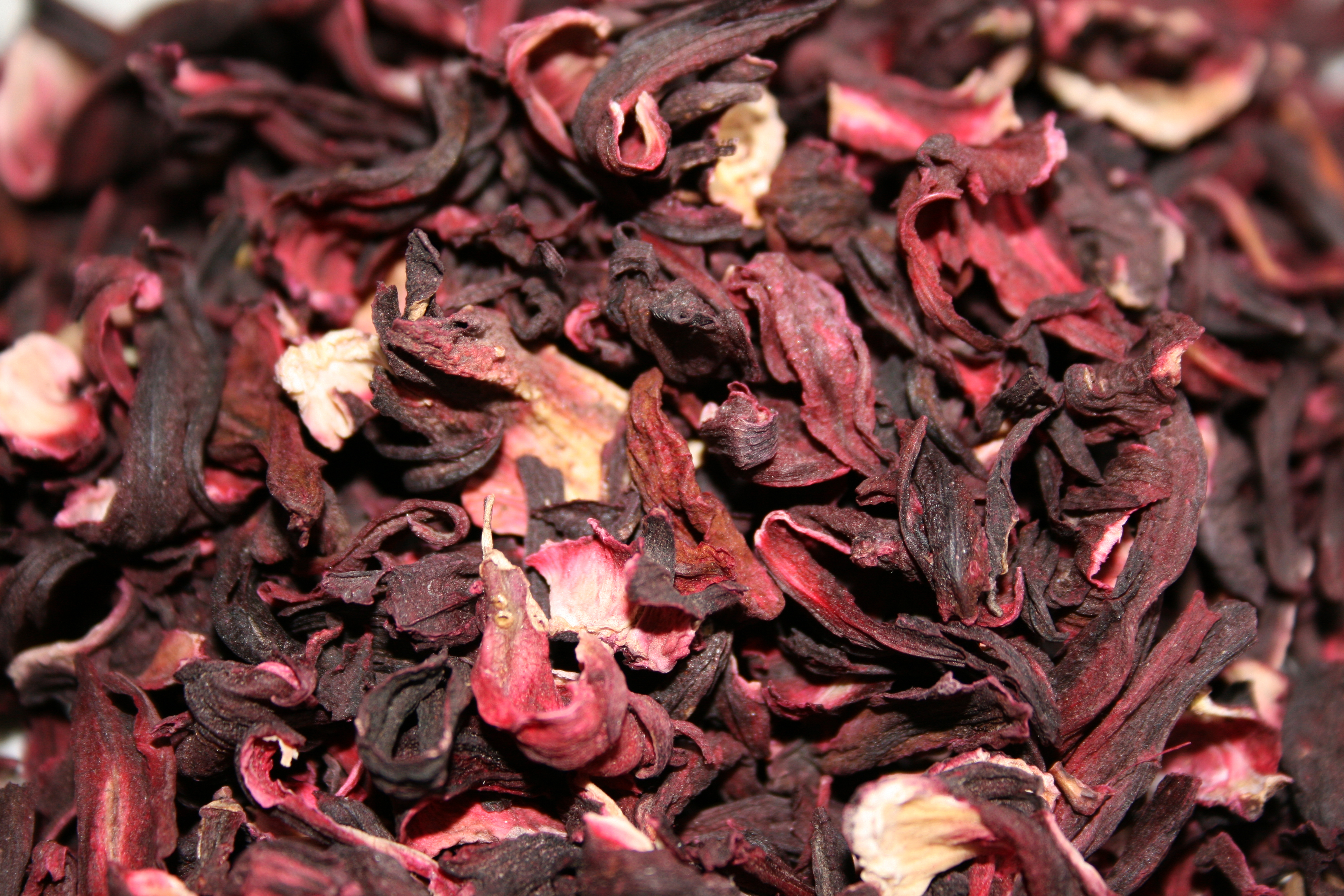
چای ترش خشک